# Euthyphron-Dilemma
Das Euthyphron-Dilemma ist ein philosophisches und theologisches Problem, das ansatzweise erstmals von dem griechischen Philosophen Platon in seinem fiktiven, literarisch gestalteten Dialog Euthyphron formuliert wurde. Allgemein ausgedrückt geht es um die Frage, ob etwas deswegen ethisch richtig ist, weil es dem Willen einer Gottheit entspricht, oder ob es an und für sich richtig ist und aus diesem Grund von der Gottheit gewollt wird. Diese Frage ist Ausdruck des Spannungsverhältnisses zwischen der Befehlsstruktur religiöser Systeme und der Forderung nach Autonomie der Moral.
Im Lauf der europäischen Geistesgeschichte sind unterschiedliche Antworten gegeben und begründet worden. Das von Immanuel Kant formulierte aufklärerische Moralverständnis beruht auf dem Grundsatz, dass das oberste Prinzip der Sittlichkeit der autonome Wille des Menschen sein müsse, der ausschließlich aus vernünftiger Einsicht dem moralischen Gesetz folge. Die Gegenposition lautet, dass Moral durch Gottes Befehle überhaupt erst definiert werde. Diese Auffassung ist unter der Bezeichnung Divine Command Theory bekannt. Oft wird versucht, das Dilemma aufzulösen, um dem Zwang der Entscheidung zwischen zwei als problematisch erscheinenden Alternativen zu entgehen. Im modernen Diskurs wird das Dilemma vor allem von Religionskritikern als Argument gegen Systeme theistischer Ethik genutzt.

## Problemstellung
Beide Antworten auf die Ausgangsfrage führen in theistischen Systemen zu Schwierigkeiten. Wenn das ethisch Richtige als das Gottgefällige definiert wird, haben Begriffe wie gut und richtig keinen eigenen Inhalt, sondern besagen nur, dass etwas von einer Gottheit gewollt wird. Dann sind alle ethischen Aussagen auf Aussagen über den göttlichen Willen reduzierbar und die Ethik hat keine eigenen Entscheidungskriterien. In diesem Fall gibt es keine Ethik als eigenständige philosophische Disziplin, und der religiöse Mensch ist heteronom bestimmt. Wenn hingegen das ethisch Richtige eigene Merkmale aufweist, aus denen sich seine Definition ergibt, dann ist die Gottgefälligkeit kein Teil der Definition und somit kein Kriterium für ethische Urteile. In diesem Fall existiert eine ethische Norm, an die auch die Gottheit gebunden ist, sofern die Aussage „Gott ist gut“ bzw. „Die Götter sind gut“ zutreffen soll. Dadurch erscheint diese der Vernunft unmittelbar zugängliche Norm als höchste Instanz, die sogar dem göttlichen Willen übergeordnet ist. Das ist mit theologischen Lehren, die kein von Gott unabhängiges und somit seine Allmacht beschränkendes Prinzip anerkennen, unvereinbar. Außerdem sind dann göttliche Gebote für die Moral überflüssig und können mit Berufung auf die Autonomie der Vernunft in Frage gestellt werden.

## Die Erörterung imEuthyphron
In Platons Dialog Euthyphron versuchen die Gesprächspartner, der Philosoph Sokrates und sein betont religiöser Mitbürger Euthyphron, das Wesen der Frömmigkeit zu bestimmen. Der Begriff τὸ ὅσιον (to hósion) bezeichnet „das Fromme“, das heißt das Richtige oder Pflichtgemäße. Ein Definitionsvorschlag Euthyphrons lautet: „Was also den Göttern lieb ist, ist fromm; was nicht lieb, ruchlos.“ Diese Definition wird auf ihren Wahrheitsgehalt geprüft und dahingehend präzisiert, dass das, was alle Götter lieben, das Fromme ist. Sie erweist sich aber als unzulänglich. Sokrates wendet ein: „Bedenke dies: Wird das Fromme von den Göttern geliebt, weil es fromm ist, oder ist es fromm, weil es geliebt wird?“ Er vertritt die Auffassung, dass das Fromme nicht mit dem Gottgeliebten gleichgesetzt werden dürfe; etwas sei gottgeliebt, weil es von den Göttern geliebt wird, das Fromme hingegen werde von ihnen geliebt, weil es fromm ist. Die Feststellung, das Fromme werde von den Göttern geliebt, sei keine Aussage über das Wesen des Frommen, sondern nur über das, was mit dem Frommen geschieht. Euthyphron habe also nichts darüber ausgesagt, was das Fromme ist. Euthyphron sieht das ein.
Über die Schlüssigkeit einzelner Teile der von Sokrates vorgetragenen Argumentation gehen in der Forschung die Meinungen auseinander; überwiegend wird die Ansicht vertreten, sie sei als Ganzes nicht schlüssig.
Die Auffassungen, die Platon in seinen Dialogen von seinem Lehrer Sokrates vertreten lässt, können – soweit sie nicht ironisch, sondern ernst gemeint sind – als Ausdruck seiner eigenen Position betrachtet werden. Somit war Platon der Überzeugung, das ethisch Richtige – das „Fromme“ – könne nicht in Abhängigkeit von der Einstellung der Götter definiert werden. Für Platon gab es kein „Euthyphron-Dilemma“, sondern nur eine Frage, die er in dem Dialog klar beantworten ließ. Ein Dilemma wurde daraus erst viel später in der christlichen Theologie, als sich zeigte, dass die Autonomie der Ethik mit manchen theologischen Vorstellungen schwer zu vereinbaren ist.

## Das Dilemma im philosophischen und theologischen Diskurs

### Mittelalter
Im westeuropäischen Mittelalter wurde das Problem von Theologen erörtert, allerdings ohne Bezugnahme auf den Dialog Platons, denn dieser war damals in der lateinischsprachigen Gelehrtenwelt völlig unbekannt.
Anselm von Canterbury ging im ersten seiner Gottesbeweise von der menschlichen Fähigkeit aus, das Gute und Gerechte, das sich in der Welt in Abstufungen zeigt, zu erkennen. Aus der Existenz der moralischen Werte könne auf eine einheitliche, transzendente Quelle geschlossen werden, der sie entsprängen, und das sei Gott. Dieses Argument wäre hinfällig, wenn die Moral aus einer willkürlichen Entscheidung Gottes, die auch anders sein könnte, hervorginge, denn dann bestünde kein innerer Zusammenhang zwischen dem, was Menschen als gut und gerecht betrachten, und einer transzendenten Quelle dieser irdischen Werte. Nach Anselms Überzeugung ist das Gute in der Welt keine beliebige Erfindung Gottes, sondern der Ausdruck seiner Natur. Somit ist es absolut unmöglich, dass Gott etwas Ungutes will und es damit zu etwas Gutem macht; wenn er dazu fähig wäre, wäre er nicht Gott.
Auch Thomas von Aquin versuchte das Dilemma auf diese Art zu lösen. Nach seiner Lehre gibt es ein „natürliches Gesetz“, das Prinzipien beinhaltet, die festlegen, was für den Menschen richtig und gut ist. Dieses Gesetz ist nach Gottes Willen in der menschlichen Natur angelegt und der menschlichen Einsicht zugänglich. Es ist nicht deswegen gut, weil Gott es will, sondern es ist an sich gut und richtig und daher von ihm gewollt. Gottes Gebote besagen, dass das natürliche Gesetz befolgt werden soll. Das ist zwangsläufig so, denn es ist für Gott unmöglich, etwas anderes anzuordnen als das, was seine eigene gute Natur fordert. Das Gute, das er will, existiert nicht außerhalb und unabhängig von ihm, sondern es ist nichts anderes als ein Ausdruck seines eigenen Wesens. Somit hat er keine Freiheit, etwas anderes zu wollen als das Gute, denn sonst würde er seine Natur ändern und seine eigene Vollkommenheit beeinträchtigen, und das ist nach der Theologie des Thomas von Aquin prinzipiell ausgeschlossen.
Der spätmittelalterliche Theologe Heinrich von Gent war der Ansicht, Gottes Wille sei frei im Sinne von grundlos. Demnach gibt es dafür, dass Gott etwas will, keinen anderen Grund als den Willen selbst; die Güte des Willensobjekts ist nicht der Grund dafür, dass es von Gott gewollt ist. Diese Position wird „theologischer Voluntarismus“ genannt. Inwieweit Johannes Duns Scotus und Wilhelm von Ockham Voluntaristen waren, ist in der Forschung strittig.

### Frühe Neuzeit
In der Frühen Neuzeit setzte sich die Auseinandersetzung mit dem Problem fort. René Descartes vertrat nachdrücklich die voluntaristische Auffassung. Nicolas Malebranche, Gottfried Wilhelm Leibniz, Benjamin Whichcote und Ralph Cudworth widersprachen dem Voluntarismus. Nach ihrer Meinung zählt das moralisch Gute ebenso wie mathematische Gegebenheiten zu den ewigen Wahrheiten, die nicht von Gottes Willen abhängen, sondern notwendigerweise so sind wie sie sind.
Besonders nachdrücklich und konsequent forderte Immanuel Kant die Autonomie des menschlichen Willens bei ethischen Entscheidungen. Nach seiner Philosophie hat sich der Wille dem moralischen Gesetz zu unterwerfen, aber in der Weise, dass er nur sich selbst als den Urheber dieses Gesetzes betrachtet. Das Sittengesetz folgt zwar allgemeinen Prinzipien und beansprucht allgemeine Gültigkeit, aber es hat seinen Grund niemals in etwas Äußerem, sondern ausschließlich in der Einsicht der handelnden Person, die der reinen Vernunft verdankt wird. Maßgeblich ist nur das, was als Pflicht erkannt wurde. Die Entscheidungen dürfen von keinem eigenen oder fremden Interesse beeinflusst werden, somit auch nicht von göttlichen Geboten. Anderenfalls wird der Mensch zu seinem Handeln genötigt, und dann ist dieses nicht moralisch motiviert und kann somit nicht als moralisch gelten. Scharf verurteilte Kant den „statutarischen Glauben“, der sich auf „Statuten“ stütze, auf „für göttlich gehaltene Verordnungen“. Wer einen solchen Glauben für wesentlich halte, sei einem „Religionswahn“ verfallen. Damit mache man Gott zu einem Idol und seine Verehrung werde zum Frondienst.

### Moderne
Im frühen 19. Jahrhundert versuchte der von Kant beeinflusste Theologe Johann Michael Sailer, das Dilemma aufzulösen, indem er – an die Tradition des Platonismus anknüpfend – Gott mit dem schlechthin Guten gleichsetzte. Demnach wählt Gott nicht das Gute, sondern er ist es selbst seinem Wesen nach. Nach diesem Ansatz ist das moralisch Gute nicht aufgrund eines Befehls gut, sondern in sich selbst.
In seiner 1927 erschienenen Schrift Why I am not a Christian (Warum ich kein Christ bin) verwendete Bertrand Russell das Dilemma als Argument gegen eine theistische Moralbegründung. Nach seiner Argumentation ist unter der Voraussetzung, dass es einen Unterschied zwischen moralisch Falschem und Richtigem gibt, zu fragen, ob dieser Unterschied aufgrund von Gottes Geboten entsteht oder nicht. Im ersteren Fall besteht für Gott selbst kein Unterschied zwischen Gut und Böse. Dann ist die Aussage, Gott sei gut, nicht sinnvoll. Hält man aber an ihr fest, so muss man akzeptieren, dass Falsch und Richtig eine Bedeutung haben, die von Gottes Geboten unabhängig ist. Dann sind Gottes Gebote unabhängig von der Tatsache, dass er sie geschaffen hat, als gut zu bewerten. Bei dieser Annahme muss man aber zugeben, dass Falsch und Richtig nicht durch Gott entstanden sind, sondern ihm in ihrem Wesen logisch vorausgingen.
Auch in neueren religionsphilosophischen, theologischen und religionskritischen Debatten wird gefragt, ob das moralisch Gute deswegen von Gott befohlen wird, weil es das moralisch Gute ist, oder ob es deswegen moralisch gut ist, weil es von Gott befohlen wird. Die letztgenannte Position ist unter der Bezeichnung Divine Command Theory bekannt, die andere wird Natural Law Theory genannt. Nachdem Philip Quinn 1978 seine Verteidigung der Divine Command Theory publiziert hat, ist eine Diskussion in Gang gekommen, die weiterhin andauert.
In solchen Debatten greifen theistische Diskursteilnehmer oft auf die schon im Mittelalter geläufige Überlegung zurück, dass die Quelle des moralisch Guten zwar Gott sei, dass die Moral aber nicht auf Gottes Willen und seinen Geboten basiere, sondern auf seiner unveränderlichen Natur, die schlechthin gut sei. Dadurch sei eine prinzipielle Beschränkung dessen, was Gott gebieten könne, gegeben. Positionen dieser Art vertreten William P. Alston, William Lane Craig, Robert Merrihew Adams und Norman Kretzmann.
Wes Morriston unterteilt die Vertreter einer Divine Command Theory nach ihren Ansätzen in drei Gruppen. Die erste Gruppe verneint die Möglichkeit eines moralisch schlechten göttlichen Gebots, da Gottes gute Natur sie ausschließe. Die zweite Gruppe modifiziert die Theorie, um die Konsequenz zu vermeiden, dass ein solches Gebot befolgt werden müsste. Die dritte Gruppe akzeptiert die Forderung, ein solches Gebot zu befolgen, und begründet dies mit der Transzendenz Gottes, dessen Gründe für seine Gebote menschlicher Beurteilung entzogen seien. Morriston hält alle drei Ansätze für unzulänglich.
Für eine andere theistische Lösung des Dilemmas plädiert Linda Trinkaus Zagzebski. Sie hält alle Ansätze vom Typus der Divine Command Theory für unzulänglich und schlägt stattdessen eine Divine Motivation Theory vor. Dabei wird das moralisch Gute nicht von Gottes Willen, sondern von seiner Motivation abhängig gemacht.
Michael Schmidt-Salomon brachte 2005 in einer Debatte mit William Lane Craig über die Frage der Existenz Gottes anhand des Euthyphron-Dilemmas die religionskritische Standardargumentation gegen eine theologische Moralbegründung vor, um ein Argument der Theisten, den „moralischen Gottesbeweis“, zu widerlegen. Dabei befasste er sich mit den Konsequenzen der Behauptung, Gottes Gebote seien deshalb gut, weil sie von Gott ausgehen. In diesem Fall ist zu fragen, ob es moralisch gerechtfertigt wäre, Kinder zu foltern oder zu ermorden, wenn Gott ein entsprechendes Gebot aufstellte. Nach Schmidt-Salomons Überlegung bringt diese Fragestellung den Gläubigen in ein ethisches Dilemma: Wenn er die These aufgibt, Werte seien über Gottes Gebote begründet, kann er in einen Konflikt mit seinem Glauben geraten. Wenn er das nicht will, muss er akzeptieren, dass Gottes Gebote auch dann noch gültig sind, wenn sie offensichtlich Inhumanes einfordern. Falls der Gläubige dem Dilemma zu entgehen versucht, indem er behauptet, dass ein allgütiger Gott niemals grausame Gebote erlassen würde, zeigt er damit, dass er über eigene moralische Standards verfügt, anhand derer er selbst Gottes Güte beurteilt. Dann leitet er seine Werte nicht von Gott ab, sondern projiziert sie auf ihn. William Lane Craig entgegnete in dieser Debatte, das Euthyphron-Dilemma sei „ein falsches“, denn es gebe seiner Ansicht nach einen dritten Ausweg: Gottes Natur sei das Gute, und daher seien seine Anweisungen nicht willkürlich, sondern gemäß seinem Charakter zwangsläufig gut. Diese Art von Einwand ist von Wes Morriston dahingehend kritisiert worden, dass sich das Dilemma dann auf die Eigenschaften Gottes verlagert: Ist Gott gut, weil er eine spezifische Eigenschaft (Güte) hat, die Gott dann wiederum vorausgehen müsste, oder ist diese Eigenschaft deswegen gut, weil Gott sie besitzt?